# Pilauco Bajo

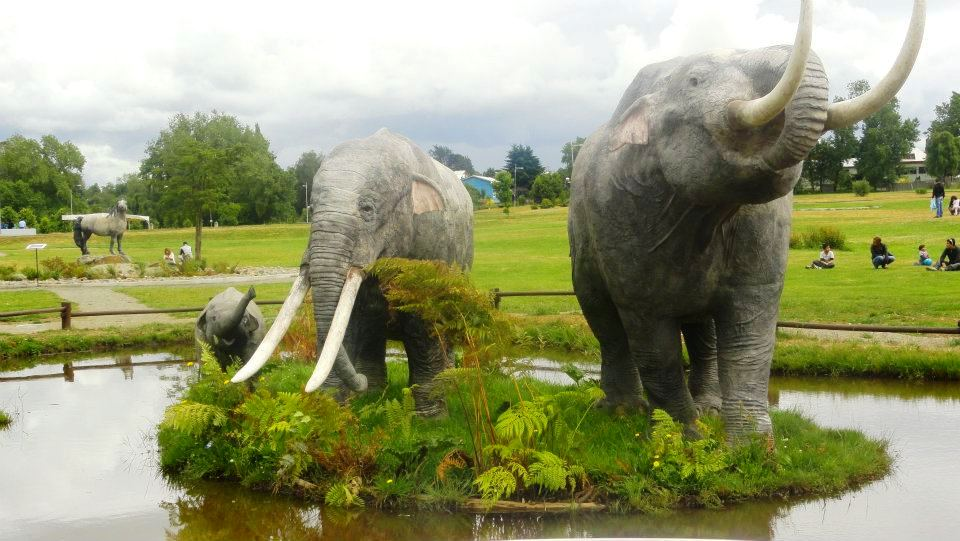
Esculturas de una manada de gonfoterios en el Parque Pleistocénico de Osorno (al interior del Parque Chuyaca, Osorno)

Pilauco es un yacimiento paleontológico y un sitio arqueológico que se encuentra en el sector de Pilauco, Osorno (Chile). Junto a Monte Verde, es catalogado como unos de los sitios más antiguos de América que presenta evidencia de presencia humana. Una de estas evidencias, es una icnita de locomoción, que se presume es una huella humana (denominada la Huella de Pilauco). Está icnita presenta una antigüedad datada en 15.600 años radiocarbónicos.
En este yacimiento igualmente se han encontrado restos de gonfoterios, caballos, ciervos, roedores y otros restos de flora y fauna del Pleistoceno tardío, de por lo menos unos 12.800 años BP; además de restos arqueológicos que demostrarían presencia humana en Sudamérica desde hace más de 14.000 años.
La extinción de la megafauna en la zona, entre otros factores, podría ser atribuido al impacto de un bólido. Los registros geológicos de la zona, señalan una discontinuidad erosiva y cambios profundos en la cantidad de carbón, en la composición vegetacional inferida del polen, semillas y cutículas (tejidos remanentes de las hojas que queda en los sedimentos), y en la concentración de hongos de estiércol de los megaherbívoros, que podrían ser efecto de este impacto.

## Paleoturismo
El hallazgo de los primeros restos fósiles propició que actualmente se esté potenciando este sitio arqueológico como un destino turístico; siendo sus principales atractivos:
- el Parque Pleistocénico de Osorno, un parque temático que presenta esculturas de la megafauna prehistórica;
- un sendero y un mirador que permite observar y conocer directamente la excavación paleontológica y arqueológica,  y las instalaciones asociadas a ello;
- un Museo en el cual se difunde los hallazgos de este sitio paleontológico.

## Antecedentes
El 13 de febrero de 1986, a través del Diario Austral de Osorno,se informaba de la existencia de los primeros restos paleontológicos del sitio, correspondientes a restos de un animal prehistórico; los cuales se encontraron mientras se realizaban excavaciones para construir un nuevo conjunto habitacional, en lo que hoy se conoce como Villa Los Notros, en el sector de Pilauco, a orillas del Río Damas en la ciudad de Osorno.

Las primeras piezas encontradas correspondían específicamente a una mandíbula con parte de sus molares, una vértebra, una costilla y trozos no identificados del animal, que en esos momentos se presumía que correspondían a un mastodonte. Tendrían que pasar más de 20 años, para que un equipo de la Universidad Austral de Chile, encabezado por el doctor Mario Pino, informara que se trataba de un gonfoterio, el que además, se encontraba acompañado de una serie de elementos asociados a la flora y fauna del Pleistoceno.

## Reinicio de la investigación paleontológica
En los veinte años que pasaron, desde que se descubrieron las piezas del Gonfoterio y la ejecución del estudio desarrollado por la Universidad Austral, se pasó desde una situación de grandes expectativas a un total olvido, debido principalmente, a la falta de recursos humanos y financieros, para abordar un estudio más acabado del sitio Pilauco. Hasta que se presenta y aprueba por el Fondo Nacional de Desarrollo Regional (FNDR), la iniciativa denominada “Investigación Paleontológica del Sitio Pilauco Bajo”. La investigación se ejecutó entre el mes de noviembre de 2007 y el mes de marzo de 2008.

### Resultados de la investigación paleontológica 2007 - 2008
De esta nueva inventigación paleontológica, al final de la campaña se recuperaron 684 huesos enteros y fracturados, 37 dientes, 11 coprolitos (deposiciones o heces fosilizadas), 15 partes de coleópteros, 348 trozos de madera, 126 semillas, 28 fragmentos de piel y pelos, 909 clastos rodados de río con algún tipo de modificación o contexto sospechoso y 71 muestras de sedimentos.
De acuerdo al análisis de las diatomeas, se puede decir que hace 12.500 años, Pilauco se ubicaba en una zona que correspondería a una típica orilla de un humedal, con muy poca profundidad, poco arrastre de agua y que permitía el crecimiento de plantas acuáticas.
Del análisis del polen y esporas, se puede indicar que se trataría de un paisaje abierto, con mucha abundancia de especies no arbóreas como las gramíneas, o Poaceae, y las margaritas, o Asteraceae. Entre las especies arbóreas se encuentran coníferas como el lleuque, mañios, ciprés de las Guaitecas, además de otros árboles como el maitén, olivillo y coihues. Se registraron también esporas de helechos y especies acuáticas. Este tipo de vegetación, probablemente contribuyó para que el gonfoterio habitará las orillas del antiguo río Damas en Pilauco.
Si bien es cierto que en el sur de Chile existen otros yacimientos donde se han encontrado restos de gonfoterio (Galvarino, Mafil, Los Lagos, Paillaco, Lomas Blancas, los Pinos, Mulpulmo, Huilma, Nochaco, Monte Verde y Castro), estos solo corresponderían a molares aislados. En este sentido, el trabajo de campo desarrollado en Pilauco, posibilitó que se encontraran una serie de piezas (vértebras, una escápula, costillas y un cráneo) que confirmaría la presencia de gonfoterios en Pilauco).
En Pilauco igualmente se encontraron fósiles de otros animales, tales como los de una especie de caballo sudamericano, 9 molares superiores, 2 inferiores y 4 incisivos. Al identificar la especie, solo fue posible llegar a la clasificación del género y subgénero (Amerhippus spp), ya que el material aportado es insuficiente para una determinación de la especie. El caballo de Pilauco entonces quedaría asignado al subgénero Amerhippus, transformándose en el registro de este animal más austral para Chile y Sudamérica.
Entre otras piezas encontradas, también se puede identificar el cráneo de un espécimen de zorrino. En lo que respecta a este animal. La importancia de este hallazgo radica en el hecho de que es el primer registro de la familia en Chile y aumenta su paleodistribución en Sudamérica.
Por último y lo más importante de esta nueva investigación, los hallazgos realizados en los trabajos de campo, permitieron comenzar a presumir y posteriormente a investigar la existencia de una intervención cultural en algunos elementos encontrados en Pilauco; lo que sería posteriormente abordado y finalmente ratificado en las futuras investigaciones que se han llevado a cabo en el sitio. Es así como posteriormente, los resultados arqueológicos permitieron asegurar la presencia humana (la cultura monteverdina) contemporánea al fósil de gofonterio que dio la fama al yacimiento.

### Resultados de la investigación paleontológica 2010 - al presente
Desde junio de 2010 se acordó continuar con las excavaciones y el estudio del yacimiento debido a su riqueza en fauna y los descubrimientos previos realizados.
En estas nuevas excavaciones, los investigadores de la Universidad Austral de Chile y de la Universidad Católica de Temuco ratificaron la presencia humana al realizar el descubrimiento de artefactos líticos (artefactos de piedra) fabricados por seres humanos contemporáneos a los de Monte Verde, los cuales se tratan de artefactos de piedra, bien definidos que tienen características elaboradas, donde domina la técnica de conservación de los filos; por lo que aparentemente eran usados para cortar (por lo cual no serían solo herramientas confeccionados rápidamente del tipo expeditivo). Posteriores análisis de las piedras usadas para cortar carne, indicaron que ellas tendrían una antigüedad de 13500 años; y estarían fabricados a partir de vidrio volcánico proveniente de antiguos volcanes de la Cordillera de la Costa, Chile.
Este descubrimiento de artefactos que señalan una presencia humana sería apoyado además con la presencia de una huella humana encontrada igualmente en el sitio.

## Consecuencias y repercusiones
Los resultados arqueológicos demuestran que:
- Pilauco bajo sería un importante yacimiento de la fauna del Pleistoceno tardío.
- Permite asegurar en la zona una presencia humana contemporánea o incluso anterior a la de Monte Verde; y complementar los descubrimientos obtenidos en ambos sitios paleontológicos.